# Dalibor Jenis
Dalibor Jenis (Bratislava, 21 luglio 1966) è un baritono slovacco.

## Biografia
Jenis ha studiato al Conservatorio di Bratislava e, per un anno, ha frequentato l'Accademia Italiana di Osimo, nelle Marche. Nella sua carriera ha partecipato con successo ai concorsi di canto “Antonin Dvorak” di Karlsbad e “Alfredo Kraus” di Las Palmas e nel 1990 gli sono stati riconosciuti tre premi al concorso “Belvedere” di Vienna.
Il suo repertorio spazia da Mozart a Leoncavallo, da Gounod a Čajkovskij, da Janáček a Verdi e Rossini. Fra le opere da lui interpretate: Il barbiere di Siviglia di Rossini, Don Carlo di Verdi (è stato Rodrigo alla prima del 7 dicembre 2008 al Teatro alla Scala), La dama di picche di Čajkovskij, Il re e il carbonaio di Dvořák, Docktor Faust di Busoni, Marion Delorme di Ponchielli, Die Rheinnixen di Offenbach, Edgar e Gianni Schicchi di Puccini.
In ambito internazionale è considerato uno dei migliori interpreti del Figaro rossiniano, personaggio da lui affrontato per la prima volta al Rossini Opera Festival di Pesaro; sempre con questo ruolo si è esibito alla Staatsoper di Vienna, all'Opéra National di Parigi, alla Staatsoper di Amburgo, all'Arena di Verona.